# Парк аграрного технікуму
Парк агра́рного те́хнікуму — парк-пам'ятка садово-паркового мистецтва місцевого значення в Україні. Розташований на північ від центральної частини Полтави, в місцевості Павленки, між вулицею Дослідною та провулком Мясоєдова.
Площа парку 2,5 гектарів. Статус присвоєно згідно з рішенням облвиконкому від 18.04.1964 року № 135. Перебуває у віданні: Аграрно-економічного коледжу Полтавської державної аграрної академії.

## Галерея

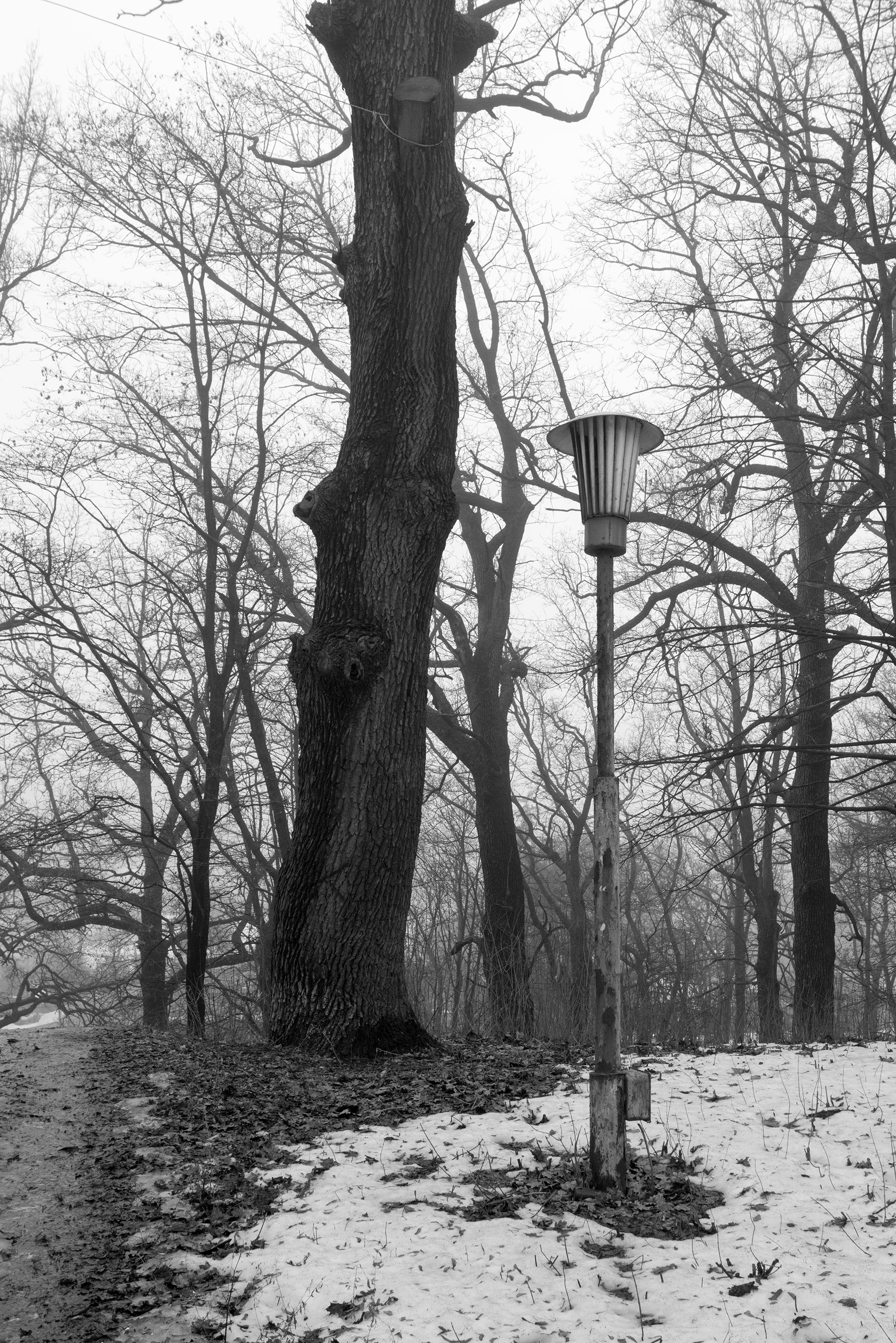
Парк аграрного технікуму, м. Полтава - 2016-02-15
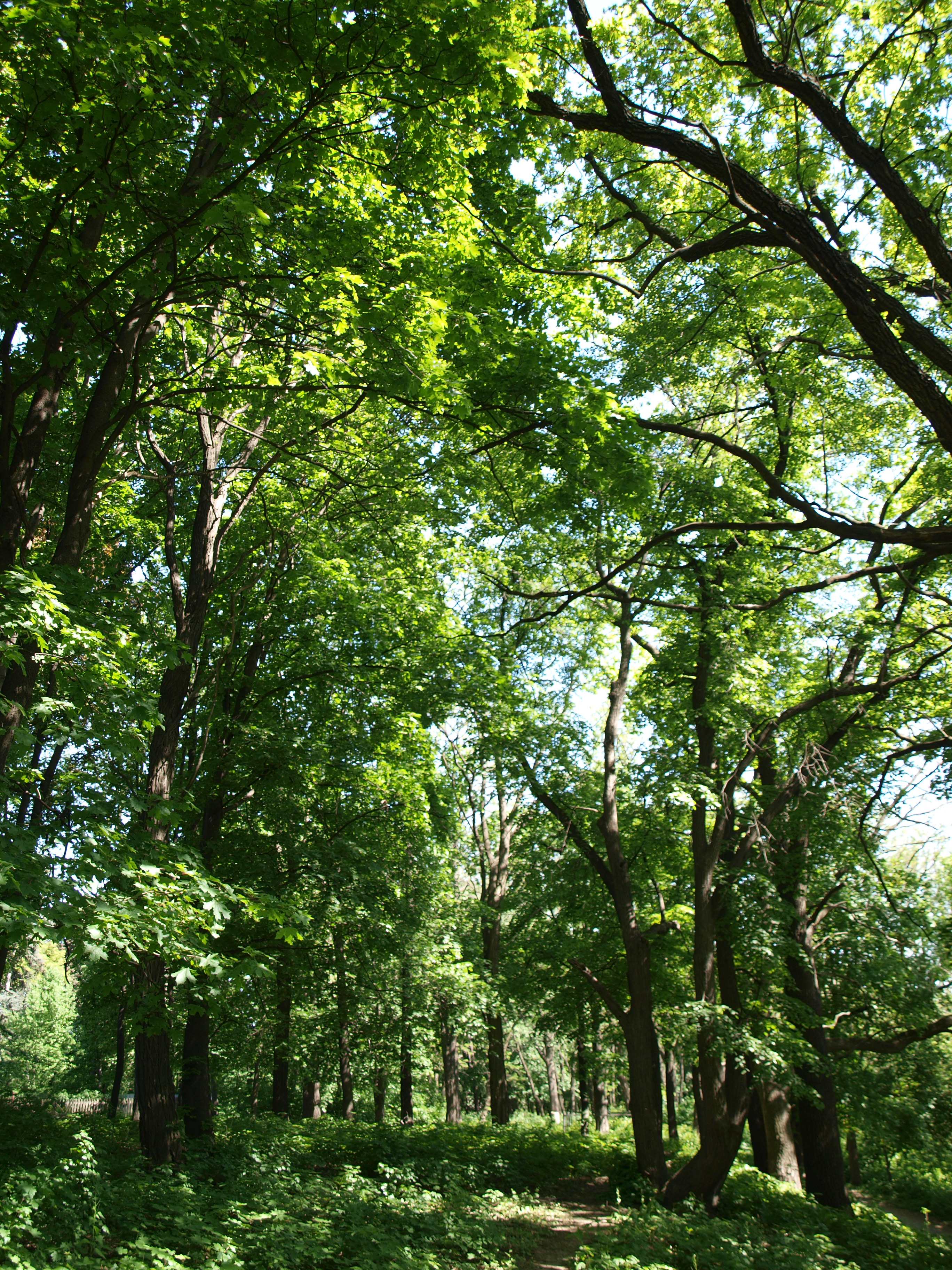
Парк аграрного технікуму. 2013 рік
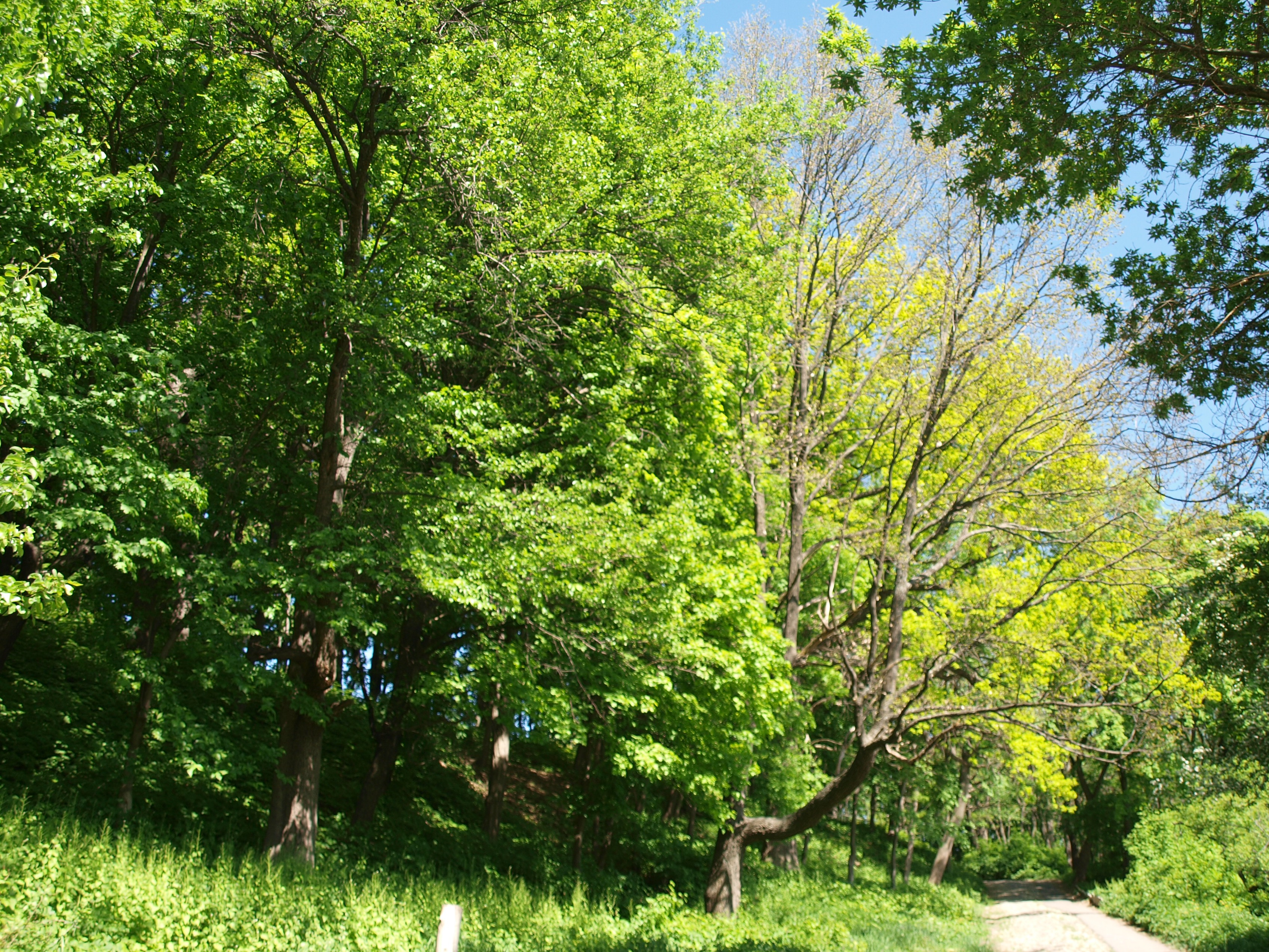
Парк у травні